# Kjell Arne Gøranson
Kjell Arne Gøranson (* 13. Dezember 1970 in Bærum) ist ein ehemaliger norwegischer Beachvolleyballspieler.

## Karriere
Gøranson spielte 1998 seine ersten Open-Turniere mit Iver Andreas Horrem. 1999 kamen bei der Weltmeisterschaft in Marseille nicht über den letzten Platz hinaus und belegten bei der Europameisterschaft in Palma den 17. Platz. Im folgenden Jahr erreichten sie bei der EM in Getxo den 13. Rang. Ab 2001 spielte er mit Espen Gøranson. Bei der WM in Klagenfurt schied das Duo in der Vorrunde aus. Die Partnerschaft endete 2003 mit dem Grand Slam in Los Angeles.
2004 spielte Gøranson mit Tarjei Skarlund und erreichte zwei neunte Plätze in Stavanger und Stare Jabłonki. Mit Martin Engvik verlor er das Auftaktspiel der WM 2005 in Berlin und scheiterte schließlich in der Verliererrunde an den Brasilianern Franco/Tande.
2006 bildete er ein neues Duo mit Vegard Høidalen, das bei der EM in Den Haag durch zwei Niederlagen gegen die Schweizer Laciga-Brüder und die Spanier Herrera/Mesa früh ausschied. Im Achtelfinale der WM 2007 in Gstaad unterlagen sie als Gruppendritter den Brasilianern Emanuel/Ricardo. Nachdem er sich Ende 2008 von Høidalen getrennt hatte, spielte Gøranson bei der WM 2009 in Stavanger mit Øivind Hordvik, wobei die Norweger vor heimischen Publikum als Gruppenletzter ausschieden.